# 미나미사와 나오
미나미사와 나오(南沢 奈央, 1990년 6월 15일 ~)는 일본의 여성 배우이다. 사이타마현 오미야 시(현: 사이타마시)에서 태어났다. 소속사는 스위트 파워이며, 릿쿄 대학 현대심리학부 영상신체학과를 졸업했다.

## 출연작품

### TV

#### 드라마
- 학생 제군! (2007년) 간자키 아유미 역
- 1파운드의 복음 (2008년) 노리코 역
- 시오리와 시미코의 괴기사건부 (2008년) 시오리역
- 붉은 실 (2008년-2009년) 다케미야 메이 역
- 댄디 대디 (2009년) 이자키 아카리 역
- 고교입시 (2012년) 다키모토 미도리 역
- 오오쿠〜탄생［아리고토・이에미츠 편］ (2012년. TBS 텔레비전） - 유키 역
- NHK 대하드라마「군사 칸베에」（2014년, NHK）- 오타츠 역

### 영화
- 붉은 실 (2008년) 다케미야 메이 역

### 뮤직 비디오
- 2007년: 이키모노가카리 〈SAKURA -2007 version-〉
- 2007년: 세븐 〈아이타이〉